# Transcaucàsia
Transcaucàsia o el Caucas del Sud és la regió natural situada al sud de la serralada del Gran Caucas i, per tant, al vessant asiàtic. Juntament amb la Ciscaucàsia o Caucas del Nord, que n'és la vessant europea, forma la regió del Caucas. Actualment la Transcaucàsià comprèn les repúbliques d'Armènia, Geòrgia i l'Azerbaidjan.
El nom de Transcaucàsia és el tradicional des del punt de vista de Rússia, (rus: Закавка́зье, Zakavkàzie; armeni: Անդրկովկաս, Andrkovkas) i sovint és rebutjat pel seus habitants que acostumen a preferir la denominació de Caucas del Sud (armeni: Հարավային Կովկաս, Haravayin Kovkas; àzeri: Cənubi Qafqaz; georgià: სამხრეთ კავკასია, Samkhret K’avk’asia; rus: Ю́жный Кавка́з, Iujni Kavkaz).
Va conformar en dues ocasions un sol estat nacional:
- Durant la Guerra Civil Russa, la República Democràtica Federal de Transcaucàsia[3] (del 9 d'abril al 26 de maig del 1918)
- Durant l'URSS la República Federal Soviètica de Transcaucàsia, posteriorment anomenada República Socialista Federativa Soviètica de Transcaucàsia (del 12 de març del 1922 al 5 de desembre del 1936).[4]

## Banderes

Bandera de la República Democràtica Federal de Transcaucàsia

Bandera de la República Socialista Federativa Soviètica de Transcaucàsia

La bandera de la República Federal de Transcaucàsia va ser tricolor groga, negra i vermella. En establir-se la República Federal Soviètica, la bandera va passar a ser vermella amb inicials.

## Cronologia de laRepública Democràtica Federal de Transcaucàsia
Abril del 1917: el Consell Nacional Georgià aconsegueix el poder a Geòrgia arran de la revolució a Rússia. A Armènia, el poder passa al Consell Nacional armeni. Els diputats de la Duma russa que simpatitzaven amb el Musavat es van integrar en el Consell Nacional dels Pobles del Caucas amb armenis i georgians. El partit Musavat havia sorgit el febrer del 1917 de la fusió dels partits Mussavet (creat el 1911 per Mohammad Amin Rasul Zadeh) i el partit federalista, i el partit resultant va dominar el Consell nacional de l'Azerbaidjan (Consell nacional Tàrtar).
20 de setembre del 1917: el Consell nacional de Pobles del Caucas (compost pels diputats caucàsics del parlament rus) proclama a Tbilisi un govern anomenat Comissariat Transcaucasià (creat pels partits de l'esquerra moderada nacionalista, socialrevolucionaris de Geòrgia, socialdemòcrates, Dashnak d'Armènia i Musavat de l'Azerbaidjan), dintre d'una Rússia Federal. Es va formar un govern únic provisional ineficaç i tres governs federals, autèntics amos de la situació.
15 de novembre del 1917: els comunistes es rebel·len a l'Azerbaidjan i en dominen extenses zones.
Febrer del 1918: Revolució russa. Després de la Revolució russa, les forces russes al Caucas es van retirar a la seva frontera anterior a l'inici de la guerra (menys algunes posicions estratègiques).
3 de març del 1918: el tractat de Brest-Litovsk reconeix a Turquia la possessió de Kars, Ardahan i Batum, que eren russes abans de la guerra. Només signat el tractat, els turcs ocuparen les regions de Kars, Akhaltsikhé i Adjària.
25 de març 1918: el Musavat accepta la proposta de georgians i armenis de formar una República Federal de Transcaucàsia.
26 de març del 1918: es dissol el Comissariat Transcaucasià i és substituït per la República Federal de Transcaucàsia, que vol negociar la pau amb Turquia, però els turcs es van mostrar inflexibles en l'acompliment dels acords de Brest-Litovsk.
30 de març del 1918: els turcs entren en territori d'Adjària.
12 d'abril del 1918: el partit Musavat intenta ocupar Bakú, però els comunistes els ho impedeixen.
13 d'abril del 1918: la República de Transcaucàsia entra en guerra amb Turquia.
15 d'abril del 1918: cau la ciutat de Batum (a Adjària), i la Federació, ja que no pot esperar ajuda russa, decideix proclamar la independència de Rússia. Les negociacions amb Turquia no foren fructíferes i l'Azerbaidjan no va donar suport a Armènia enfront de Turquia.
17 d'abril del 1918: els turcs, que han ocupat Batum, instauren una república sota la seva protecció, anomenada República de Caucàsia Sud-oriental (Güneydogulu Kafkazya Cumhureyeti).
22 d'abril del 1918: el Parlament Transcaucàsic (Seym) proclama la plena independència amb relació a Rússia. La federació no arriba a ser operativa. Geòrgia estava governada pel partit socialdemòcrata, l'Azerbaidjan pel partit Musavat i Armènia pel Dashnak, tots tres menxevics, però amb fortes diferències nacionals. El president de la federació fou el menxevic georgià A. I. Txkhenkeli. El govern federal de Transcaucàsia havia d'incloure tota l'Armènia russa, però el març del 1918 el tractat de Brest-Litovsk havia lliurat Kars, Ardahan i Batum als turcs, territoris que Turquia va ocupar ràpidament i que la federació ja no va poder recuperar.
8 de maig del 1918: els comunistes prenen Bakú i proclamen el govern de la Comuna de Bakú. Un embrió de govern republicà (menxevic) es forma a l'oest, a Gandja, amb els partidaris del Musavat.
22 de maig del 1918: Armènia abandona la federació. El mateix dia l'abandona Geòrgia.
23 de maig del 1918: Geòrgia demana ajuda a Alemanya.
26 de maig del 1918: la federació de Transcaucàsia queda formalment dissolta.
28 de maig del 1918: el Musavat proclama la República de l'Azerbaidjan, que controla un terç del país (els tres districtes occidentals). Els comunistes resten els amos de Bakú i de la resta de l'Azerbaidjan, aliats a la Rússia bolxevic. Dirigia el govern del Musavat el menxevic Xaumian.
Vaixells de guerra alemanys arriben a Batum, República del Caucas Sud-occidental, i s'estableix un virtual protectorat voluntari sobre Geòrgia.
Juny del 1918: Geòrgia signa la pau amb Turquia renunciant a Batum, Kars, Ardahan, Akhalsikhé i Akhalkalaki. La independència georgiana és reconeguda per Rússia (en un tractat complementari de Brest-Litovsk) i per Alemanya, Àustria i Turquia (el govern georgià no fou formalment reconegut pels aliats fins al final de la guerra).
Juny del 1918: els turcs passen a l'ofensiva i entren a l'Azerbaidjan, i la república (govern de Gandja) queda sota la influència (i, de fet, sota l'ocupació militar) dels turcs.
Juliol del 1918: els comunistes de Bakú es divideixen. Alguns volien obtenir l'ajuda britànica (els britànics s'havien establert a Pèrsia) per rebutjar els turcs. Els menxevics i els armenis (membres del Dashnak) afavorien les intervencions.
31 de juliol del 1918: els bolxevics dimiteixen del govern de Bakú i s'acaba la comuna.
1 d'agost del 1918: els menxevics russos i els armenis del Dashnak constitueixen temporalment un govern a Bakú, anomenat la Dictadura de la Càspia central. Per combatre els musavatistes i els turcs que avançaven per l'Azerbaidjan i cap al nord (Daguestan), aquest govern demana l'ajuda britànica.
17 d'agost del 1918: tropes britàniques entren a Bakú, on són acollides pel primer ministre Iatxovski, un menxevic, i pel cap del Dashnak armeni Khatxaturov (un petit contingent britànic ja hi havia arribat el 4 d'agost). Els bolxevics, arrestats des de l'u d'agost, foren deportats a Astrakhan i afusellats pel camí, a Krasnovodsk (Turkmenistan).
Agost del 1918: es forma a Lenkoran, a l'empara de l'ocupació britànica de Bakú, la Dictadura Militar provisional de Mugan, dirigida pel coronel Iliaixévitx i per Sukhorukov.
14 de setembre del 1918: els britànics abandonen Bakú davant l'arribada de les forces turques a les portes de la ciutat.
15 de setembre del 1918: els turcs i els seus aliats musavatistes entren a Bakú el 15 de setembre del 1918, l'endemà d'evacuar-la els britànics junt amb els principals líders de la Dictadura del Caspi central. La Dictadura del Caspi desapareix.
24 de setembre del 1918: el Musavat, amo de Bakú junt amb els turcs, reitera la proclamació d'independència de l'Azerbaidjan.
30 d'octubre del 1918: Armistici de Mudros, després del qual els turcs comencen a retirar-se de l'Azerbaidjan i d'altres zones, retirada generalitzada el novembre. En virtut de l'armistici, els britànics havien d'ocupar Batum i parcialment sis viles de població armènia.
Novembre del 1918: un Alt Comissariat per al Caucas fou designat pels aliats per controlar la zona del Caucas. Va establir la seu a Tbilisi el desembre, sota la direcció d'Oliver Wardrop.
Els àzeris del Musavat proclamen a Nakhitxevan la República d'Araks (Araxes), dirigida per Jafarkuli-Khan.
Desembre de 1918: un Parlament organitzat pel Musavat comença a funcionar a Bakú.
Els britànics ocupen Batum, i entren a Adjària i Lazistan, evacuades pels turcs, però els militars turcs conservaren el control de Kars. Els otomans es negaven a retirar-se d'aquesta ciutat i el seu governador militar hi va constituir un govern provisional dirigit per Fakhr al-Din Pirioghlu (conegut com a Fahrettin Pirioghlu), que va reclamar la sobirania sobre Kars i les regions turcòfones i musulmanes veïnes fins s Batum i Gyumri (Aleksandrópol).
Gener del 1919: a Batum, es proclama un govern autònom conegut com la República de Batum (Batumis Respublika).
Els armenis ocupen la regió de Kars, però el govern turcòfil es va mantenir a la ciutat de Kars fins a l'arribada de les tropes britàniques.
Esclata la guerra entre Geòrgia i Armènia per certs territoris en litigi.
Armènia envia delegats a la conferència de pau de París (gener del 1919), en una delegació conjunta entre els armenis que abans estaven sota domini rus i els de Turquia, en què reclamen la creació d'una Gran Armènia amb ambdós territoris, projecte que tenia el vistiplau dels aliats, que proposaven un període provisional sota mandat d'una potència europea. Però els Estats Units, el Regne Unit, Itàlia i França rebutjaren exercir aquest mandat.
Març 1919: l'Assemblea Constituent de Geòrgia ratifica la independència nacional (el 27 de gener del 1921 fou reconeguda de iure pels aliats).
El govern militar de Mugan s'enfonsa després de les derrotes de les forces de Denikin.
2 d'abril del 1919: es proclama la República Soviètica de Mugan.
19 d'abril del 1919: els britànics completen l'ocupació de la resta del territori de Caucàsia sud-occidental i entren a la ciutat de Kars, on el govern va quedar dissolt i els seus líders enviats a Malta.
El territori de Kars, junt amb Ardahan, és lliurat a Armènia pels britànics.
Juny del 1919: els armenis ocupen la República d'Araks.
Juliol del 1919: després de la retirada britànica, el govern de Batum es dissol i el territori passa a sobirania de Geòrgia. També els altres territoris ocupats pels britànics foren donats a Geòrgia i Armènia en les setmanes precedents.
Novembre del 1919: els britànics tornen a Bakú.
15 de gener del 1920: el govern de l'Azerbaidjan és reconegut per les potències, amb Fatali Khan com a primer ministre.
Abril 1920: els britànics abandonen Bakú. Al cap de pocs dies esclata la rebel·lió comunista.
27-28 d'abril del 1920: esclata a Bakú una revolució bolxevic dirigida pel partit comunista Hummet, que va prendre el poder a l'Azerbaidjan (obligant el Parlament a renunciar als seus poders) i hi va proclamar la República Soviètica. Immediatament, tropes russes de l'exèrcit roig arribaren a Bakú.
Maig 1920: la República Soviètica de Mugan es dissol i s'incorpora al govern bolxevic de Bakú.
Maig del 1920: forces bolxevics armènies de l'exterior, ajudades per Rússia i l'Azerbaidjan, envaeixen el país, però hi troben molta resistència i són rebutjades.
Juny 1920: s'acorda un armistici entre Armènia i l'Azerbaidjan. Les negociacions de pau no són favorables per a Armènia. L'Azerbaidjan reclama la cessió de l'Alt Karabakh, Zangezur i Nakhitxevan. Encara que Armènia va rebre subministraments militars d'Anglaterra, la pressió de les forces turques, que havien començat la guerra i atacaven pel sud, obligà el govern armeni a negociar-hi a la baixa.
Juliol del 1920: Armènia accedeix a renunciar als districtes reclamats de Zangezur i l'Alt Karabakh (a on, de fet, les forces armènies van continuar) i al de Nakhitxevan. El territori de Nakhitxevan fou ocupat per tropes bolxevics russes i àzeris.
28 de juliol del 1920: una República Socialista Soviètica Autònoma és proclamada a Nakhitxevan.
20 d'agost del 1920: el tractat de Sèvres confirma la creació de la Gran Armènia, i les seves fronteres serien establertes en part mitjançant un arbitratge. Però quan aquest arbitratge (del president dels Estats Units) fou fet públic, ja els kemalistes turcs ocupaven l'Armènia turca.
Agost/setembre 1920: Armènia aconsegueix retardar dos mesos la cessió dels territoris reclamats per l'Azerbaidjan (Zangezur i l'Alt Karabakh) i no reconeix el govern autònom de Nakhitxevan. Finalment, accepta evacuar Zangezur i l'Alt Karabakh i reconèixer el govern de Nakhitxevan, però les forces militars d'aquests territoris romangueren als seus llocs i els àzeris no van poder fer efectiva l'ocupació. En aquest mes, els turcs eren a Olti i Kars.
30 de setembre del 1920: els comunistes de l'Azerbaidjan signen un tractat d'aliança amb Rússia.
Novembre del 1920: els turcs prenen Aleksandrópol.
Desembre 1920: esclaten aixecaments bolxevics a Erevan i altres punts, i les tropes turques es presenten a la ciutat i l'ocupen.
2 de desembre del 1920: se signa el tractat d'Aleksandrópol, que posa fi a la guerra entre Turquia i Armènia, i que establia que Armènia renunciava a tots els districtes de l'Àsia Menor que abans havien estat turcs, i a Kars i Ardahan, i reconeixia la República Soviètica turcòfona de Nakhitxevan creada a l'esmentada regió. El mateix dia del tractat d'Aleksandrópol, el comitè revolucionari armeni (bolxevic) treu els seus militants al carrer i aconsegueix el poder, protegits per les forces turques.
3 de desembre del 1920: les forces armènies a la Siunia i l'Alt Karabakh no poden esperar reforços i el cap militar Njde proclama la República Autònoma de Siunik amb capital a Tatev, dins d'Armènia.
Gener 1921: amb tropes russes a Bakú, la República de l'Azerbaidjan queda totalment satel·litzada, encara que formalment independent. En aquest any 1921, Nakhitxevan s'uneix a l'Azerbaidjan com a república autònoma.
25 de febrer del 1921: una rebel·lió a Geòrgia amb suport dels bolxevics russos, dirigida per M. Mdavani, pren el poder. El president Zhordania fuig a Turquia i organitza una guerrilla nacionalista, que persistirà fins al 1924.
18 de març del 1921: es proclama la República Soviètica de Geòrgia.
2 d'abril del 1921: es proclama la República Soviètica d'Armènia.
26 d'abril del 1921: en proclamar-se la República Soviètica d'Armènia, la República de Siunik es proclama independent. Reduïda a part de l'Alt Karabakh, va prendre el nom de República de l'Armènia Muntanyosa. Encara van resistir uns mesos davant l'exèrcit roig, que finalment va conquerir la regió. Els dirigents van fugir a l'Iran.
30 de setembre del 1921: Armènia declara la seva voluntat de formar part d'una Rússia federal.
12 de març del 1922: Abkhàzia, l'Azerbaidjan, Armènia i Geòrgia ingressen a la República Federal Soviètica de Transcaucàsia. La Constitució formal es va verificar el 12 d'abril del 1922.
12 de desembre del 1922: es crea la República Socialista Federativa Soviètica de Transcaucàsia, que ingressa a la Unió Soviètica el 30 de desembre del mateix any com una de les entitats constituents de la Unió.
5 de desembre del 1936: la República Socialista Federativa Soviètica de Transcaucàsia desapareix donant pas a les repúbliques socialistes soviètiques d'Armènia, Geòrgia i l'Azerbaidjan.